# Colegio Hispania
El Colegio Hispania es un centro educativo bilingüe y concertado de orientación católica situado en la ciudad española de Cartagena –Región de Murcia–, concretamente en la calle de Prolongación Ángel Bruna.

## Historia
La escuela comenzó su andadura en la confluencia de las calles Asdrúbal y Santiago Ramón y Cajal –San Antonio Abad– entre los años 1937 y 1938. Al término de la guerra civil, el colegio retomó sus labores de enseñanza a día 1 de septiembre de 1939 en la céntrica calle del Escorial, bajo el mecenazgo de la Caja de Ahorros y Monte de Piedad de Cartagena –precursora de la Caja Mediterráneo–, y con Antonio Gómez de Salazar como primer director. El local en Ramón y Cajal, por su parte, sería adquirido por la Congregación de la Misión, que tras su acondicionamiento lo convirtió en la parroquia de San Vicente de Paúl.
La década de 1940 vio al colegio, como reflejo de la situación política internacional derivada de la Segunda Guerra Mundial, ofertar clases sobre la cultura de Alemania e inaugurar entre sus muros el Centro Alemán de Cultura de la Academia Múnich, al tiempo que organizaba celebraciones conjuntamente con el Colegio Alemán de Cartagena, cuya base social fue progresivamente absorbida por el Hispania.
Años más tarde, durante la dirección de Antonio Sánchez Marín, el colegio se instituyó como sociedad de responsabilidad limitada y tuvo lugar en octubre de 1966 el definitivo traslado de las instalaciones a la calle de prolongación Ángel Bruna, de nuevo en San Antón. El establecimiento de la calle del Escorial continuó simultáneamente operativo hasta 1970, año en que fue comprado por el periódico El Noticiero de Cartagena.

## Instalaciones
El colegio consta de cinco bloques con un ciclo educativo asignado a cada uno –guardería, educación preescolar, educación primaria, Educación Secundaria Obligatoria y Bachillerato–, más un pabellón polideportivo que hace las veces de salón de actos. En el bloque de Bachillerato se sitúan además las aulas de dibujo y música, la biblioteca, la capilla, el comedor, las dependencias administrativas y la recepción.
El patio de recreo cuenta con una cantina, instalaciones deportivas como canastas de baloncesto y porterías de fútbol, y plantaciones de árboles y plantas ornamentales. En un recinto diferenciado se encuentra el aparcamiento para docentes, si bien en ocasiones especiales se habilita el patio para que los padres estacionen sus vehículos.

## Alumnos y profesores ilustres
Aún con poco menos de un siglo de historia, son muchas las personalidades ilustres vinculadas a este centro educativo, ya sea como alumnos o profesores.
Entre los alumnos que han pasado por sus aulas encontramos a:
- Facundo Valverde García (n. 1935), profesor de investigación en el Instituto Cajal (CSIC).
- Francisco Celdrán Vidal (n. 1944), diputado y presidente de la Asamblea Regional de Murcia.[5]
- Fernando Gómez de Salazar Oliva (n. 1949), director general de Turismo de la Región de Murcia.
- José Luis Mendoza Pérez (1949-2023), fundador y presidente de la Universidad Católica San Antonio de Murcia.[6]
- Virgilio Bermejo Vivo (n. 1951), decano-presidente del Colegio Oficial de Ingenieros Técnicos y Grados de Minas y Energía del Este-Sur.
- Isabel Olmos Sánchez (n. ?), historiadora y profesora de la Universidad Nacional de Educación a Distancia.
- Eduardo Zaplana (n. 1956), alcalde de Benidorm, presidente de la Generalidad Valenciana, ministro de Trabajo y portavoz del Grupo Popular en el Congreso de los Diputados.[5]
- Rafael Rebolo López (n. 1961), director del Instituto de Astrofísica de Canarias.[7]
- Félix Faura Mateu (n. 1961), rector de la Universidad Politécnica de Cartagena.[5][6]
- Lola Sánchez (n. 1978), diputada de Podemos en el Parlamento Europeo y activista en defensa de los derechos humanos.[8]
- Cristian Carrión Chacón «Kaze» (n. 1993), rapero.[9]

Algunos de sus profesores más ilustres fueron:
- Vicente Ros García (1887-1976), pintor.[10]
- Antonio Gómez de Salazar (1896-1954), militar y diplomado en gimnasia. Director y profesor de gimnasia.
- Dictinio de Castillo (1906-1987), poeta.[11]
- Ginés Huertas Celdrán (1915-1997), alcalde de Cartagena y presidente de la Diputación de Murcia. Profesor de mercantil e idiomas.[12]
- Antonio Beltrán Martínez (1916-2006), abogado, historiador y fundador del Museo Arqueológico Municipal de Cartagena. Profesor de Historia.[13]
- Ramón Alonso Luzzy (1921-2001), pintor. Profesor de Dibujo, legó al centro un mosaico de elementos geométricos alusivo a la enseñanza y un escudo del centro de hierro forjado, diseñado por Navarro y él.[10][14]
- José María Jover (1920-2006), historiador.[15]
- Enrique Gabriel Navarro (1927-1980), pintor.[10][14]